# Movimento de Esquerda Verde
O Movimento de Esquerda Verde (em islandês Vinstrihreyfingin-grænt framboð, também conhecido como VG) é um partido político de esquerda da Islândia.
O partido foi fundado em 1999, por membros de diversos partidos de esquerda, que se opunham à unificação de partidos de esquerda e de centro-esquerda que resultou na fundação da Aliança Social Democrática.
Ideologicamente, o partido situa-se à esquerda do espectro político da Islândia, seguindo uma linha próxima do socialismo democrático, do ecossocialismo, do feminismo e do ambientalismo. O partido rejeita a integração islandesa na União Europeia e, também, rejeita o envolvimento da Islândia na NATO.

## Resultados eleitorais

### Eleições legislativas
| Data | Líder                    | Cl. | Votos  | %            | +/-  | Deputados | +/- | Status            |
| ---- | ------------------------ | --- | ------ | ------------ | ---- | --------- | --- | ----------------- |
| 1999 | Steingrímur J. Sigfússon | 4.º | 15 115 | 9,1 / 100,0  |      | 6 / 63    |     | Oposição          |
| 2003 | Steingrímur J. Sigfússon | 4.º | 16 129 | 8,8 / 100,0  | 0,3  | 5 / 63    | 1   | Oposição          |
| 2007 | Steingrímur J. Sigfússon | 3.º | 26 136 | 14,3 / 100,0 | 5,6  | 9 / 63    | 4   | Oposição          |
| 2009 | Steingrímur J. Sigfússon | 3.º | 40 581 | 21,6 / 100,0 | 7,3  | 14 / 63   | 5   | Governo           |
| 2013 | Katrín Jakobsdóttir      | 4.º | 20 546 | 10,8 / 100,0 | 10,8 | 7 / 63    | 7   | Oposição          |
| 2016 | Katrín Jakobsdóttir      | 2.º | 30 166 | 15,9 / 100,0 | 5,0  | 10 / 63   | 3   | Oposição          |
| 2017 | Katrín Jakobsdóttir      | 2.º | 33 155 | 16,9 / 100   |      | 11 / 63   | 1   | Governo           |
| 2021 | Katrín Jakobsdóttir      | 3.º | 25 114 | 12,6 / 100   |      | 8 / 63    | 3   | Governo           |
| 2024 | Svandís Svavarsdóttir    | 9.º | 4 974  | 2,3 / 100    |      | 0 / 63    | 8   | Extra-parlamentar |